# Адингтон (Оклахома)
Адингтон (енгл. Addington) град је у америчкој савезној држави Оклахома.

## Демографија
По попису из 2010. године број становника је 114, што је 3 (-2,6%) становника мање него 2000. године.
| Група             | 2000.       | 2010.      |
| Белци             | 106 (90,6%) | 93 (81,6%) |
| Афроамериканци    | 0 (0,0%)    | 1 (0,9%)   |
| Азијати           | 0 (0,0%)    | 2 (1,8%)   |
| Хиспаноамериканци | 7 (6,0%)    | 9 (7,9%)   |
| Укупно            | 117         | 114        |